# 2023 en triathlon
Cet article résume les faits marquants de l'année 2023 dans le monde du triathlon.

## Résultats
Pour les résultats sportifs de l'année 2023 en triathlon voir catégorie « triathlon en 2023 »

## Faits marquants

### Mai
En couple dans la vie, les triathlètes français, Clément Mignon et Marjolaine Pierré, remportent chacun le titre de champion du monde de triathlon longue distance à Ibiza en Espagne.